# Hercule (super-roi de galaxii)

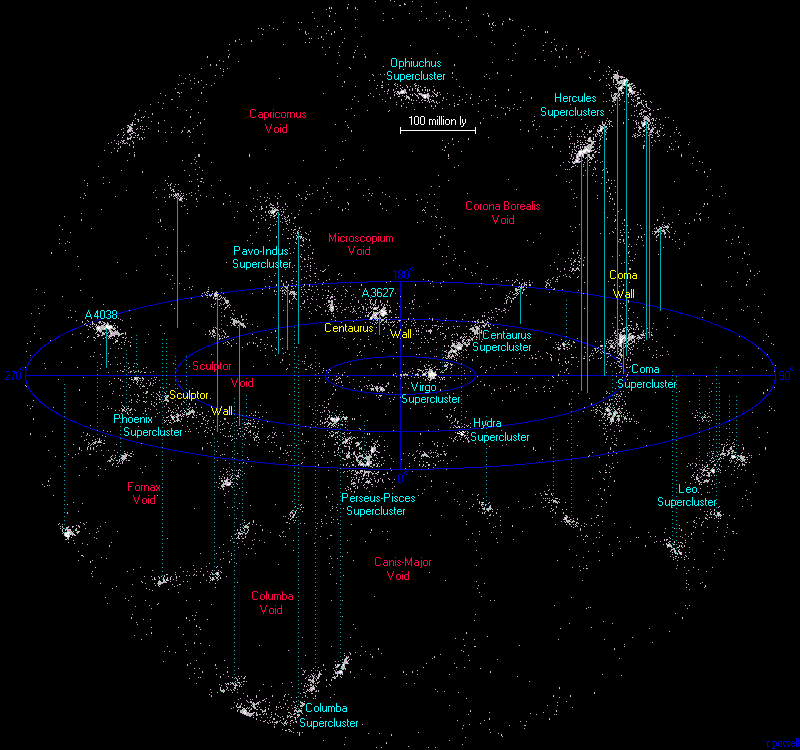
Hercule

Super-roiul de galaxii Hercule(SCl 160) este format din două părți. Partea nordică la o distanță de 400 de milioane de ani-lumină este dominată de perechea de roiuri de galaxii Abell 2197 și Abell 2199. Partea sudică se află ceva mai departe la 500 de milioane de ani-lumină și este dominată de Abell 2147, Abell 2151 și Abell 2152.